# Octotoma
Octotoma is een geslacht van kevers uit de familie bladkevers (Chrysomelidae).
De wetenschappelijke naam van het geslacht werd in 1837 gepubliceerd door Louis Alexandre Auguste Chevrolat.

## Soorten
- Octotoma brasiliensis Weise, 1921
- Octotoma championi (Baly, 1885)
- Octotoma crassicornis Weise, 1910
- Octotoma gundlachii Suffrian, 1868
- Octotoma intermedia Staines, 1989
- Octotoma marginicollis (Horn, 1883)
- Octotoma nigra Uhmann, 1940
- Octotoma plicatula (Fabricius, 1801)
- Octotoma puncticollis Staines, 1994
- Octotoma scabripennis Guérin-Méneville, 1844
- Octotoma variegata Uhmann, 1954